# エリザベス・ウェントワース・ロバーツ
エリザベス・ウェントワース・ロバーツ（Elizabeth Wentworth Roberts （愛称Elsie）、1871年6月10日 - 1927年3月12日）はアメリカ合衆国の画家、慈善家である。

## 略歴
フィラデルフィアに生まれた。祖父はペンシルベニア鉄道(Pennsylvania Railroad Corporation)の出資者の一人で鉄道と炭鉱事業で、財産を築いた人物である
。母親は社交界の女性にすることを望んだが15歳で画家になりたいと思った。
ペンシルベニア美術アカデミーで、エリザベス・ボンソール(1861-1956)に学び、ニューヨークでプーア(Henry R. Poore:1859-1940)に学んだ。1889年にペンシルベニア美術アカデミーの定期展覧会に出展された女性の画家の優れた作品に贈られるメアリー・スミス賞を受賞した。ペンシルベニア美術アカデミーの準会員にも選ばれた。パリに留学し、アカデミー・ジュリアンでジュール・ジョゼフ・ルフェーブル、トニ・ロベール＝フルーリー、ウィリアム・アドルフ・ブグローに学んだ。パリには8年間滞在した。
パリのモンソー公園近くにスタジオを構え、はじめ動物画を描いたが、宗教的なテーマ、人物画を描くようになった。1892年の春にエリゼ宮の展覧会に出展し、好評を得、パリにいたフィラデルフィアの新聞記者がフィラデルフィアの新聞に記事を載せた。1897年にサロン・ド・パリに出展し、1898年からフィレンツェを訪れ、ボッティチェッリの作品を研究した。ロバーツの絵はアメリカやパリの主要な画廊では余り売れず、ボストンの歴史ある美術団体、コプリ美術協会(Copley Society of Art)の会員になることもできなかった。
1899年か1900年に帰国し、ニューヨークの実家の住まいやフィラデルフィアの邸で、ヨーロッパでスケッチした風景画や宗教画を仕上げ、ペンシルベニア美術アカデミーの展覧会に出展した。1900年に母親が亡くなった。
1902年にアメリカにおける風景画に贈られる最初の賞、ジェニー・セスナン・メダル（Jennie Sesnan Gold Medal:ペンシルベニア美術アカデミーの賞）の創設資金を負担した。この時代は海岸の風景画を描き、各地の展覧会で展示した。
第一次世界大戦中は、自作の絵の売上げを寄付し、戦争に協力した。1917年にマサチューセッツ州のコンコードにコンコード美術協会 (Concord Art Association)を設立し、10年間にわたってその展覧会を運営した。1922年にコンコードのJohn Ball Houseを購入し、ギャラリーやホールを設けてコンコード・アート・センターとして改装した。1923年に60点の絵画と18の彫刻を展示して開所式が行われた。展示した作品にはクロード・モネ、ロバート・ヘンライ、メアリー・カサット、ジョン・シンガー・サージェントの作品が含まれていた。
相続した不動産で、マサチューセッツ女子ゴルフ協会の会長となったグレース・キーズ(Grace Keyes）と暮らした。1900年からはコンコードでキースと過ごした。

## 作品

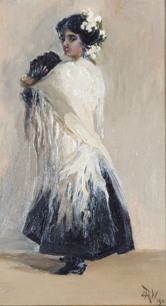
"The Black Fan" (1906)
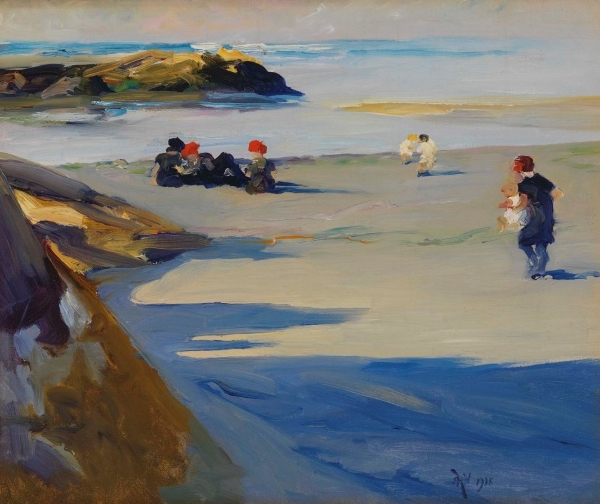
砂浜の人物
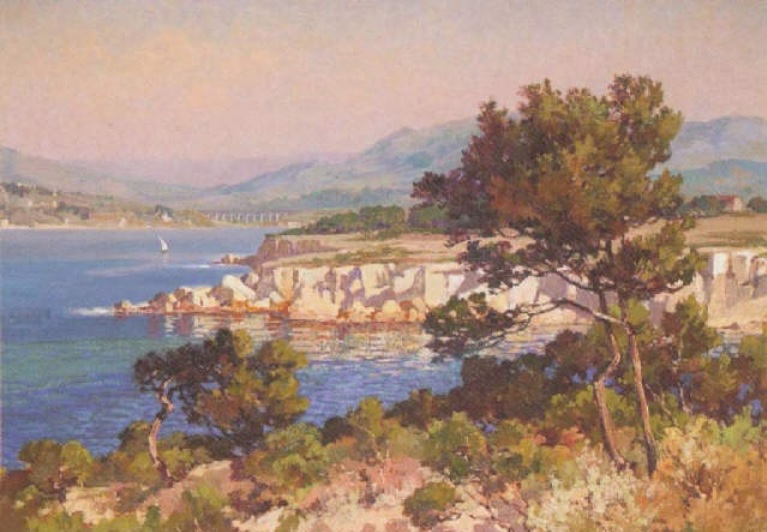
カリフォルニアの風景 (1820)